# Престоли

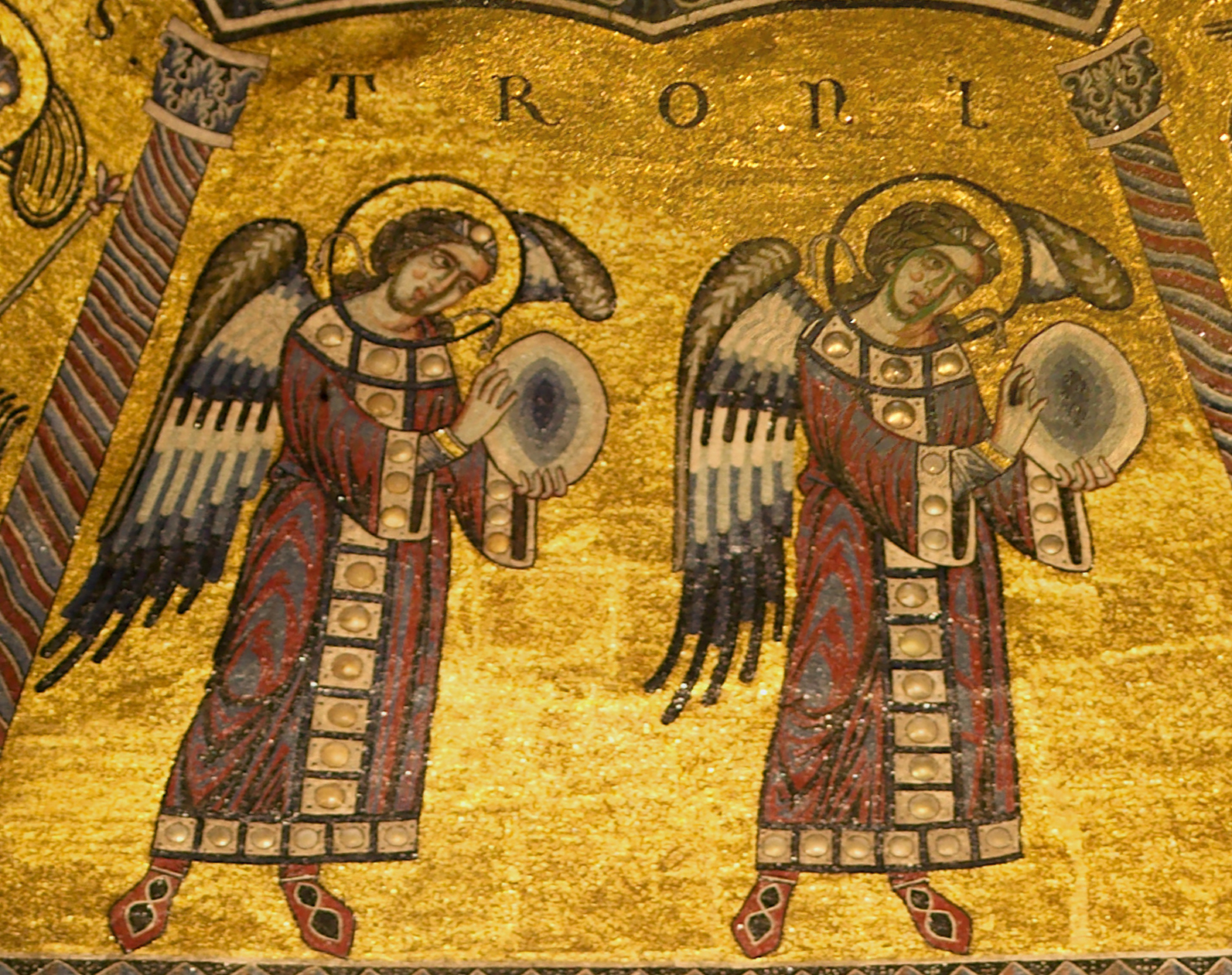
Престоли на мозаїці баптистерію у Флоренції

Престоли (грец. θρόνος, лат. thronus) — третій клас першого ангельського чину, що знаходиться найближче до Бога, в ієрархії ангельських хорів після Серафимів і Херувимів за Діонісієм Ареопагітом описаний у сьомому розділі його твору «Небесна Ієрархія». Вони тримають престол Божий. У Новому Завіті Престоли згадані у Посланні апостола Павла до Колосян та Об'явлені Івана Богослова.